# Platyzosteria
Platyzosteria är ett släkte av kackerlackor. Platyzosteria ingår i familjen storkackerlackor.

## Dottertaxa tillPlatyzosteria, i alfabetisk ordning[1]
- Platyzosteria ainsliensis
- Platyzosteria albomarginata
- Platyzosteria albopilosa
- Platyzosteria alternans
- Platyzosteria analis
- Platyzosteria anceps
- Platyzosteria armata
- Platyzosteria aterrima
- Platyzosteria atra
- Platyzosteria atrata
- Platyzosteria avocaensis
- Platyzosteria babindae
- Platyzosteria balteata
- Platyzosteria bifida
- Platyzosteria biglumis
- Platyzosteria biloba
- Platyzosteria brigitae
- Platyzosteria brunnea
- Platyzosteria carpentariensis
- Platyzosteria castanea
- Platyzosteria ceratodi
- Platyzosteria cingulata
- Platyzosteria consobrina
- Platyzosteria coolgardiensis
- Platyzosteria coxalis
- Platyzosteria curiosa
- Platyzosteria denini
- Platyzosteria denticulata
- Platyzosteria fallax
- Platyzosteria ferox
- Platyzosteria fulva
- Platyzosteria gisleni
- Platyzosteria glabra
- Platyzosteria grandis
- Platyzosteria hartmeyeri
- Platyzosteria incurva
- Platyzosteria jungi
- Platyzosteria latissima
- Platyzosteria liturata
- Platyzosteria marginalis
- Platyzosteria melanaria
- Platyzosteria melanosa
- Platyzosteria morosa
- Platyzosteria obscuripes
- Platyzosteria occidentalis
- Platyzosteria parva
- Platyzosteria perplexa
- Platyzosteria picea
- Platyzosteria polita
- Platyzosteria prima
- Platyzosteria provisionalis
- Platyzosteria pseudatrata
- Platyzosteria pseudocastanea
- Platyzosteria pullata
- Platyzosteria punctata
- Platyzosteria ruficeps
- Platyzosteria rufofusca
- Platyzosteria rufoscabra
- Platyzosteria rufoterminata
- Platyzosteria rugosa
- Platyzosteria scabra
- Platyzosteria scabrella
- Platyzosteria scabrosa
- Platyzosteria sexguttata
- Platyzosteria shelfordi
- Platyzosteria similis
- Platyzosteria spatiosa
- Platyzosteria spenceri
- Platyzosteria stirlingensis
- Platyzosteria stradbrokensis
- Platyzosteria subaquila
- Platyzosteria subarmata
- Platyzosteria submorosa
- Platyzosteria tenuis
- Platyzosteria tibialis
- Platyzosteria tricaudata
- Platyzosteria variolosa